# رؤول جورنو
رؤول جورنو فنان تونسي يهودي. غنى وألف العديد من الأغاني الفلكلورية التونسية التي يستعملها اليهود والمسلمين على حد السواء في الأفراح. توفي سنة 2001 بفرنسا.

## روابط خارجية
- رؤول جورنو على موقع ميوزك برينز (الإنجليزية)
- رؤول جورنو على موقع ديسكوغز (الإنجليزية)